# Alexander Dorner
Alexandre Dorner (né le 19 janvier 1893 à Königsberg et mort le 2 novembre 1957 à Naples) est un historien de l'art et professeur d'université allemand. Il est considéré comme l'un des directeurs de musée les plus innovants et les plus influents du XXe siècle.

## Biographie
Fils du théologien August Johannes Dorner (de), Dorner étudie au Collège Fridericianum. Après avoir obtenu son diplôme d'études secondaires, il étudie l'histoire, l'histoire de l'art et l'archéologie à l'Université de Königsberg et à l'Université Frédéric-Guillaume de Berlin. Selon le Kösener Corpslisten de 1930, il devient membre du Corps Littuania en 1912. Puisqu'il ne figure ni dans Corpstafel der Littuania zu Königsberg de Passau (1935) ni dans les listes de corps de Kösen de 1960, il a peut-être quitté le corps au début des années 1930. Après sa participation à la Première Guerre mondiale (1914-1918) et son doctorat à Berlin en 1919, Dorner travaille à partir de 1919 au Musée provincial de Hanovre, de 1925 à 1937 en tant que directeur. En 1920, il obtient son habilitation et est depuis lors jusqu'en 1937 maître de conférences privé en histoire de l'art à l'Université technique de Hanovre, et professeur depuis 1928.
Entre l'automne 1926 et février 1928, Dorner, avec El Lissitzky, crée le Cabinet des abstraits (de). De 1929 à 1934, il est président de la société Kestner à Hanovre. En 1936, Dorner démissionne de son poste de directeur de musée pour des raisons de conscience après la campagne de l'art dégénéré et, en tant qu'opposant au national-socialisme, émigre aux États-Unis à l'été 1937 avec le soutien de son directeur de thèse Adolph Goldschmidt. À Rhode Island, il est directeur du musée de la Rhode Island School of Design de 1937 à 1941. De 1941 à 1948, il enseigne comme professeur d'histoire de l'art et d'esthétique à l'Université Brown de Providence. En 1943, il obtient la nationalité américaine. À partir de 1948, il enseigne au Bennington College dans le Vermont.
Dorner décède à l'âge de 64 ans alors qu'il voyage près de Naples. Il est enterré au cimetière municipal de Stöcken (de) à Hanovre (Abt. A28).

### Réalisations
Les réalisations décisives de Dorner sont les installations sur la nouvelle compréhension de l'espace du modernisme, qu'il a construites avec Justus Bier (de) en tant que directeur de la société Kestner à partir de 1930. Il s'agit notamment du cabinet des abstraits d'El Lissitzky, recréé au musée Sprengel, et de la salle contemporaine de László Moholy-Nagy. Il sauve les œuvres d'art du constructiviste et suprématiste soviéto-russe Kasimir Malevitch des dictatures stalinienne et nationale-socialiste lorsqu'elles doivent être détruites en Allemagne en 1933, mais un retour en Union soviétique n'offre plus aucune sécurité.
En 1968, la veuve de Dorner, Lydia Dorner, lance la reconstruction du Cabinet des abstraits détruit par les nationaux-socialistes à Hanovre.

### Vie privée
Le premier mariage de Dorner est avec Karola von Broich. Sa deuxième épouse est Ella Grotewold. Son troisième mariage est avec Lydia Nepto.

## Publications
- Als Dorners Hauptwerk gilt das Buch The Way beyond Art – The Work of Herbert Bayer (New York 1949), deutsche Übersetzung von Lydia Dorner (Überwindung der "kunst"), Hannover 1959.
- 100 Jahre Bauen in Hannover. Zur Jahrhundertfeier der Technischen Hochschule. Edler & Krische, Hannover 1931.
- 100 Jahre Kunst in Hannover, 1750–1850, 1932